# Juul Ellerman
Juul Ellerman (Dordrecht, 7 oktober 1965) is een Nederlands voormalig voetballer die speelde als aanvaller.

## Loopbaan
Ellermans voetballoopbaan startte bij het Dordtse EBOH. In het seizoen 1985/86 debuteerde Ellerman voor Sparta Rotterdam. Drie seizoenen en 70 competitiewedstrijden later, werd Ellerman getransfereerd naar PSV. Hier was hij vijf seizoenen lang een van de publiekslievelingen en een vaste waarde in het eerste elftal. In het seizoen 1993/94 kwam hij echter maar tot vijf wedstrijden. Hij speelde vooral als linkervleugelspeler.
FC Twente betaalde in 1994 f 1.000.000,- (+/- € 450.000) voor de diensten van Ellerman. Hij zou tot 34 wedstrijden komen, voordat hij in het seizoen 1996/97 transfervrij naar N.E.C. vertrok. Hij bouwde zijn carrière af bij Helmond Sport en nam afscheid in een wedstrijd tegen Dordrecht '90 in 2002.
Ellerman speelde vijf interlands.
Na zijn voetbalcarrière ging Ellerman aan de slag op de administratie bij een keukenhandel. Na twaalf jaar in de keukenbranche werkte hij kortstondig in een aantal sportwinkels. Sinds 2017 werkt hij als voorman bij Senzer in Helmond.

## Statistieken
| Seizoen | Club             | Competitie     | Wedstrijden | Doelpunten |
| ------- | ---------------- | -------------- | ----------- | ---------- |
| 1985/86 | Sparta Rotterdam | Eredivisie     | 16          | 5          |
| 1986/87 | Sparta Rotterdam | Eredivisie     | 25          | 7          |
| 1987/88 | Sparta Rotterdam | Eredivisie     | 29          | 14         |
| 1988/89 | PSV              | Eredivisie     | 21          | 11         |
| 1989/90 | PSV              | Eredivisie     | 25          | 6          |
| 1990/91 | PSV              | Eredivisie     | 29          | 16         |
| 1991/92 | PSV              | Eredivisie     | 28          | 12         |
| 1992/93 | PSV              | Eredivisie     | 23          | 8          |
| 1993/94 | PSV              | Eredivisie     | 5           | 2          |
| 1994/95 | FC Twente        | Eredivisie     | 10          | 1          |
| 1995/96 | FC Twente        | Eredivisie     | 21          | 7          |
| 1996/97 | FC Twente        | Eredivisie     | 3           | 0          |
| 1996/97 | N.E.C.           | Eredivisie     | 14          | 2          |
| 1997/98 | N.E.C.           | Eredivisie     | 22          | 2          |
| 1998/99 | N.E.C.           | Eredivisie     | 21          | 3          |
| 1999/00 | Helmond Sport    | Eerste divisie | 29          | 6          |
| 2000/01 | Helmond Sport    | Eerste divisie | 34          | 13         |
| 2001/02 | Helmond Sport    | Eerste divisie | 33          | 3          |
| Totaal  | Totaal           | Totaal         | 388         | 118        |

### Nederlands elftal
| No. | Datum      | Wedstrijd            | Uitslag | Soort Wedstrijd   |
| --- | ---------- | -------------------- | ------- | ----------------- |
| 1.  | 04-01-1989 | Israël - Nederland   | 0-2     | Vriendschappelijk |
| 2.  | 31-05-1989 | Finland - Nederland  | 0-1     | WK-kwalificatie   |
| 3.  | 15-11-1989 | Nederland - Finland  | 3-0     | WK-kwalificatie   |
| 4.  | 20-12-1989 | Nederland - Brazilië | 0-1     | Vriendschappelijk |
| 5.  | 11-09-1991 | Nederland - Polen    | 1-1     | Vriendschappelijk |